# Schizocosa concolor
Schizocosa concolor är en spindelart som först beskrevs av Lodovico di Caporiacco 1935.  Schizocosa concolor ingår i släktet Schizocosa och familjen vargspindlar. Inga underarter finns listade i Catalogue of Life.